# St. Martin (Ohio)
St. Martin es una villa ubicada en el condado de Brown en el estado estadounidense de Ohio. En el Censo de 2010 tenía una población de 129 habitantes y una densidad poblacional de 45,57 personas por km².

## Geografía
St. Martin se encuentra ubicada en las coordenadas 39°12′53″N 83°53′15″O / 39.21472, -83.88750. Según la Oficina del Censo de los Estados Unidos, St. Martin tiene una superficie total de 2.83 km², de la cual 2.83 km² corresponden a tierra firme y (0%) 0 km² es agua.

## Demografía
Según el censo de 2010, había 129 personas residiendo en St. Martin. La densidad de población era de 45,57 hab./km². De los 129 habitantes, St. Martin estaba compuesto por el 99.22% blancos, el 0% eran afroamericanos, el 0% eran amerindios, el 0% eran asiáticos, el 0% eran isleños del Pacífico, el 0% eran de otras razas y el 0.78% pertenecían a dos o más razas. Del total de la población el 0% eran hispanos o latinos de cualquier raza.